# Бортвин, Николай Николаевич
Николай Николаевич Бортвин  (25 февраля 1892, Бердюжье, Тобольская губерния — 23 апреля 1943, Свердловск) — советский археолог.

## Биография
Николай Бортвин родился 25 февраля 1892 года в крестьянской семье в селе Бердюжском Бердюжской волости Ишимского округа Тобольской губернии, ныне село Бердюжье — административный центр Бердюжского сельского поселения и Бердюжского района Тюменской области. В семье его отца, крестьянина Николая Бортвина было пять детей. Дед был волостной писарь, по матери происходил из духовного звания.
В селе Николай Николаевич учился в школе, потом — в Ишимском духовном училище. Поступил в Тобольскую духовную семинарию. Не окончив первого класса семинарии, уехал в Санкт-Петербург.
В 1910 году сдал экзамен на аттестат зрелости в Санкт-Петербургском учебном округе и на следующий год поступил учиться на историческое отделение историко-филологического факультета в Императорский Санкт-Петербургский университет. Не имея средств к существованию, совмещал учебу с заработками — давал уроки на дому, преподавал на курсах, работал экскурсоводом в Российском археологическом обществе. В эти годы у него зародился интерес к археологии. Значительное влияние на него оказал археолог, профессор Александр Андреевич Спицын (1858—1931). Учеба у А. Спицына внесла свой вклад в становление Н. Н. Бортвина, как археолога. Под руководством А. Спицына Н. Н. Бортвин написал научную работу, посвященную серебряным изделиям из кладов Приуралья. В круг его научных интересов также входил этногенез народов угров. В 1916 году родилась дочь.
Н. Н. Бортвин считал себя учеником А. А. Спицына и неоднократно подчеркивал это. В годы учебы он участвовал в летних археологических экспедициях, с 1912 по 1915 год участвовал в раскопках в Прииртышье, раскопках городища «Голая сопка» недалеко от слияния Иртыша и Ишима; раскопках курганов около г. Петропавловска и рекогносцировочных разведках Южного Алтая до озера Марка-Куль (Маркаколь).
В апреле 1917 года, без сдачи экзаменов окончил Петроградский университет и переехал работать в Курган, где жила его сестра Таисья Николаевна. Она вышла замуж за курганского купеческого сына Александра Ивановича Бакина, который в 1918 году воевал на стороне белых и погиб под Шадринском. В Кургане Бортвин в 1917 году по приказу Временного правительства мобилизован. После расформирования полка в октябре 1917 г. стал преподаватель на курсах для взрослых в Кургане, затем стал членом уездного учительского союза и редакции журнала «Голос учительства». В 1919 году был мобилизован в Русскую армию адмирала А. В. Колчака, служил рядовым в 20-м Тюменском полку, затем обучался в Челябинской учебно-инструкторской школе. В августе 1919 года в бою под г. Касли был ранен, подобран на поле боя и отправлен домой на лечение в больницу. После излечения, в 1919 году работал заведующим отделом народного образования в г. Кургане.

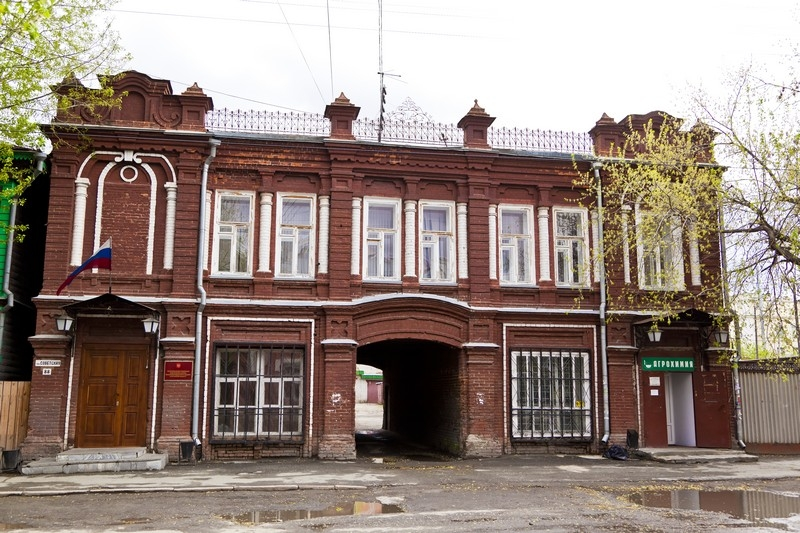
г. Курган, ул. Советская, 88. Дом купца И. Я. Андреева.

26 марта 1920 года по инициативе Н. Н. Бортвина музей 5-го приходского мужского училища реорганизован в Центральный музей местного края и он стал первым заведующим музея, расположившегося в бывшем доме купца И. Я. Андреева (ул. Советская, 88). В музее были собраны памятники старины, исторические материалы, художественные произведения. Н. Н. Бортвин, будучи директором музея, устраивал выставки музейных коллекций, читал лекции по краеведению, вёл археолого-краеведческую работу.
В 1920 году осмотрел т. н. «Саин» вал (ныне в Белозерском муниципальном округе Курганской области), а позднее древние стоянки и курганы по берегам р. Суерь, р. Тобол, исследовал курган раннего железного века у д. Вагиной Белозерского района.
15 марта 1922 года ушёл из музея и уехал в Екатеринбург (в 1924—1991 годах — Свердловск) на работу заведующим археологическим отделом Уральского музея. В 1927 году участвовал в раскопках проф. Дохтуровского на «Анином островке» близ Кировграда. В 1928 году принимал участие в археологической экспедиции Российской Академии истории материальной культуры (РАИМК) под руководством А. В. Шмидта. Н. Н. Бортвин возглавил Курганский отряд экспедиции. Под его руководством проводились раскопки древних курганов. По материалам раскопок писал статьи, истории о древностях края. В эти годы Н. Н. Бортвин ввел в научный оборот знаменитый у археологов Верхне-Кизильский клад бронзовых предметов, обнаруженный в развалинах сгоревшего Мало-Кизильского селища бронзового века на реке Малый Кизил (около Магнитогорска).
С апреля 1939 года Н. Н. Бортвин работал учёным секретарем в Свердловском областном краеведческом музее. В 1940 году его пригласили в Свердловский государственный университет имени А. М. Горького на работу преподавателем археологии. В ВУЗе читал курс «Введение в археологию». Через год стал ассистентом, вел курс археологии, руководил занятиями по музееведению и архивоведению.
Военный годы, голод, склероз сердца привели к смерти ученого.
Николай Николаевич Бортвин скончался от дистрофии 21 апреля 1943 года, похоронен на Никольском кладбище Кагановичского района города Свердловска Свердловской области, ныне кладбище находится в  Железнодорожном районе города Екатеринбурга той же области.

## Членство в научных обществах
- Член Общества изучения Сибири (1911—1917)
- Член Сибирского научного кружка
- Член Уральского общества любителей естествознания (УОЛЕ)
- Член Курганского общества изучения местного края.
- Член Общества изучения Свердловской области

## Труды
- Бортвин Н. Н. Находка на горе Азов на Урале // КСИИМК. — Вып. XXV. — М. ; Л. : Изд-во АН СССР, 1949. — С. 118—124.
- Бортвин Н. Н. Доисторическое прошлое Курганского округа // Курганский округ. Сборник краеведческих работ. — Вып. 1. — Курган : Издание Курганского общества краеведов, 1930. — С. 3-14.
- Бортвин Н. Н. Находка на горе Азов на Урале // КСИИМК. — Вып. XXV. — М. ; Л. : Изд-во АН СССР, 1949. — С. 118—124.
- Бортвин Н. Н. «Находки на горе Азов». Журнал «Краткие сообщения Института истории материальной культуры» XXV том Москва — Ленинград, 1949.